# Abralia astrosticta
Abralia astrosticta е вид главоного от семейство Enoploteuthidae.

## Разпространение
Видът е разпространен в Австралия (Западна Австралия и Северна територия), Нова Зеландия, САЩ (Хавайски острови), Филипини, Френска Полинезия и Япония (Рюкю).